# Engenharia sanitária
A Engenharia sanitária é o ramo da engenharia que trata da exploração e do uso da água, dos projetos e das obras de saneamento básico e de saneamento geral, tais como sistemas de abastecimento de água, de esgotos sanitários, de limpeza urbana, também inclusos os sistemas de tratamento e preservação ambiental. Este curso também é chamado de engenharia ambiental e sanitária em algumas universidades.
O engenheiro sanitarista deve ter ampla formação nas áreas ambiental, de Hidráulica, de Hidrologia e de recursos hídricos, pois planeja e orienta o uso da água de bacias hidrográficas, elaborando Planos Diretores de Abastecimento de Água, de Esgotos Sanitários e  de Bacias Hidrográficas. Ele também elabora projetos de redes de água e de esgotos, irrigação e drenagem, além de projetar canais de escoamento. Este profissional também pode gerenciar a operação de Estações de Tratamento de Águas (ETA) e de Estações de Tratamento de Esgotos (ETE), que tratam águas poluídas ou contaminadas.
A organização, a iniciativa e o interesse por questões sociais, ambientais e ecológicas são alguns traços de personalidade que podem ajudar o profissional a ter sucesso no mercado de trabalho.
O engenheiro sanitarista pode atuar em empresas de consultoria voltadas a estudos e projetos de obras sanitárias (água, esgoto, drenagem e resíduos sólidos), na criação de sistemas de irrigação, drenagem, saneamento e  bombeamento, inclusive em emissários submarinos ou subfluviais. Pode ainda desenvolver Estudos de Impactos Ambientais (EIA-RIMA), em conjunto com uma equipe multidisciplinar.

## Engenharia Sanitária no Brasil

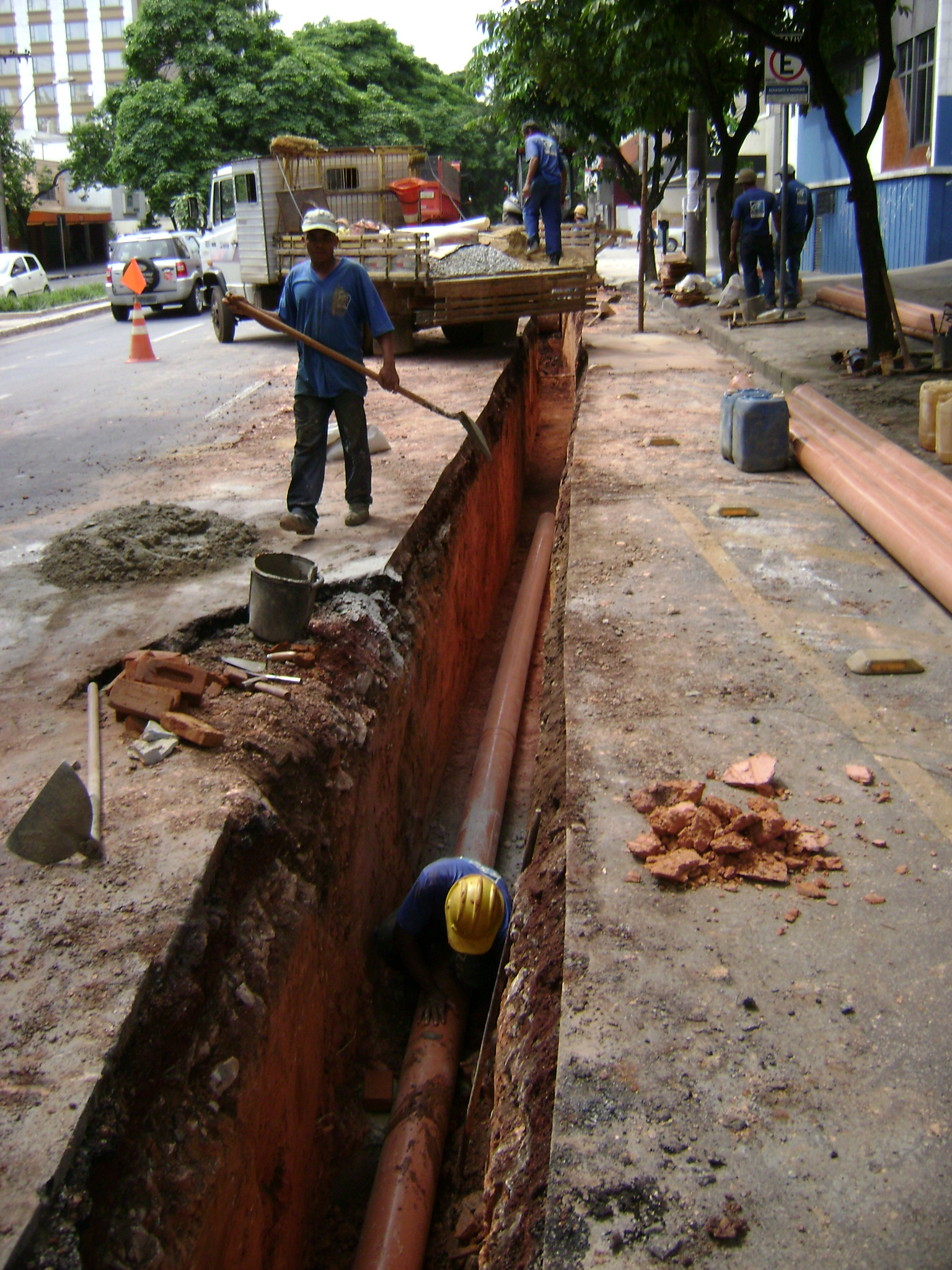
Trabalhadores realizando manutenção do saneamento, na avenida do Contorno, em Belo Horizonte.

O Patrono da Engenharia Sanitária no Brasil é o sanitarista Francisco Saturnino de Brito. O Brasil possuiu ou produziu alguns dos engenheiros sanitaristas e hidráulicos bastante conceituados, tais como Saturnino de Brito, Saturnino de Brito Filho, Lucas Nogueira Garcez, Pedro Parigot de Sousa, Enaldo Cravo Peixoto, etc.
No Brasil, o exercício da profissão exige inscrição no CREA (Conselho Regional de Engenharia e Agronomia).

## Engenharia Sanitária na Europa
Em Portugal as primeiras publicações sobre sanitária e saúde pública foram desenvolvidas por Ricardo Jorge em 1884, mais tarde, os engenheiros António Lobato Faria, Pedro Celestino da Costa, entre outros, contribuíram para o desenvolvimento da Engenharia Sanitária em Portugal.
A escola mais antiga de Engenharia Sanitária em Portugal é a Faculdade de Ciências e Tecnologia da Universidade Nova de Lisboa. Esta faculdade confere actualmente o grau de Doutor em Engenharia Sanitária. Os primeiros engenheiros sanitaristas a surgir em Portugal formaram-se nesta Faculdade sob a forma de pós-graduação.
Um dos principais centros de desenvolvimento de investigação aplicada em Engenharia Sanitária é o Núcleo de Engenharia Sanitária do LNEC - Laboratório Nacional de Engenharia Civil.
A Engenharia Sanitária tem como associação a APESB (Associação Portuguesa de Estudos de Saneamento Básico).
O IRAR (Instituto Regulador de Água e Resíduos) é um instituto que garante o cumprimento das regras impostas pelas legislação Portuguesa às entidades gestoras nos dominios das águas de abastecimento, residuais e residuos sólidos urbanos, industriais e hospitalares, sendo a maioria da legislação em vigor actualmente em Portugal decorrente de directivas comunitárias (Legislação da União Europeia). António Lobato Faria foi o primeiro presidente deste instituto.